# Caupenne-d'Armagnac
 Caupenne-d'Armagnac  là một xã thuộc tỉnh Gers trong vùng Occitanie tây nam nước Pháp. Xã này có độ cao trung bình 95 mét trên mực nước biển.